# Late Night Alter
Late Night Alter (kurz LNA) war eine deutsche Late-Night-Show, die von Oktober 2020 bis März 2021 auf ZDFneo gesendet wurde. Moderatorin der Sendung war Ariane Alter.

## Aufbau der Sendung
Die Show enthielt einige klassische Late-Night-Show-Elemente. So begann die Show mit einem Stand-Up und beinhaltete jeweils einen Gastauftritt, der häufig mit einem Spiel kombiniert wurde. Bis Folge drei startete die Show immer mit dem gleichen Einspieler. Ab Folge vier wurde die Show musikalisch unterstützt von der Band Pudeldame bestehend aus David Grabowski (Vocals und Gitarre), Jonas Nay (Vocals und Keyboards), Jon Ander Klein (Drums) und Nico Bauckholt (Bass). Der Titel Late Night Alter spielte auf Alters Nachnamen sowie auf die jugendsprachliche Anrede Alter an.

## Hintergrund
Nach dem Ende des Neo Magazin Royale suchte ZDFneo einen Nachfolger auf demselben Sendeplatz. Durch die Show Late Night Alter wurde dieser Sendeplatz übernommen. Die von Fabiola produzierte Show richtete sich vor allem an eine Zielgruppe zwischen 25 und 39 Jahren. Der Titel der Sendung ist eine Anspielung auf den ungewöhnlichen Nachnamen der Moderatorin. Die Show war die erste überregionale Sendung, die von Ariane Alter moderiert wurde. Die Ausstrahlung der ersten Staffel begann am 29. Oktober 2020. Die Ausstrahlung erfolgte jeweils Donnerstag abends um 22:15 Uhr. Die Sendung wurde jeweils zwei Tage vorher aufgezeichnet.
Trotz der vergleichsweise schlechten linearen Einschaltquoten der ersten Staffel kündigte ZDFneo an, dass es eine zweite Staffel Late Night Alter ab Februar 2021 geben werde. ZDFneo zeigte die zweite Staffel donnerstags um 22:15 Uhr und wiederholte sie nur eine Stunde später. Die gesamte zeitversetzte Nutzung an den folgenden Tagen lief daher bei der Wiederholungs-Ausstrahlung um 23:15 Uhr auf, der Marktanteil stieg im Februar 2021 dadurch beim Gesamtpublikum auf 1,0 Prozent, bei den 14- bis 49-Jährigen auf 2,0 Prozent.
Im Mai 2021 wurde bekannt, dass es keine Fortsetzung geben werde.

## Rezeption

### Kritik
Die Kritiken nach der ersten Folge von Late Night Alter waren mehrheitlich negativ, gaben jedoch auch zu bedenken, dass die Sendung bis zur vollen Entfaltung noch Zeit benötige. So kommentierte etwa Alexander Krei bei DWDL.de: „Noch greift kein Rad ins andere; wirkt die gesamte Sendung wie ein viel zu lang geratenes YouTube-Video. Klar ist aber auch: Late Night benötigt Zeit.“ Harald Keller für die Frankfurter Rundschau sah dies ähnlich: „Komödiantisches Talent hat sie bewiesen, aber in der jetzigen Form entspricht die neue Sendung noch nicht ihrer Persönlichkeit und ihren Begabungen.“ Der Spiegel titelt „Alter, da ist noch Luft nach oben“ und schreibt, dass Late Night Alter „einen unglücklichen Start zu einer unglücklichen Zeit auf einem unglücklichen Sendeplatz“ hatte.
Nach der vierten Folge kommentierte Alexander Krei bei DWDL.de: „Immerhin wirkt das Format, das die schwere Bürde trägt, auf dem bisherigen Böhmermann-Sendeplatz zu laufen, dank einer Studio-Band und besserer Einspieler mittlerweile etwas runder“ und kommt zu dem Schluss, dass es „erste, zaghafte Wege in die richtige Richtung“ gibt.

### Einschaltquoten
| Staffel | Nr. | Datum             | Zuschauer | Zuschauer       | Marktanteil | Marktanteil     | Quelle |
| Staffel | Nr. | Datum             | gesamt    | 14 bis 49 Jahre | gesamt      | 14 bis 49 Jahre | Quelle |
| ------- | --- | ----------------- | --------- | --------------- | ----------- | --------------- | ------ |
| 1       | 1   | 29. Oktober 2020  | 210.000   | -               | 0,9 %       | 0,9 %           | [ 13 ] |
| 1       | 2   | 05. November 2020 | 270.000   | 85.000          | 2,1 %       | -               | [ 14 ] |
| 1       | 3   | 12. November 2020 | 210.000   | -               | 0,9 %       | 0,6 %           | [ 15 ] |
| 1       | 4   | 19. November 2020 | 170.000   | 60.000          | 0,8 %       | -               | [ 14 ] |
| 1       | 5   | 26. November 2020 | 120.000   | 50.000          | 0,5 %       | -               | [ 14 ] |
| 1       | 6   | 3. Dezember 2020  | 140.000   | -               | -           | 1,1 %           | [ 16 ] |
| 1       | 7   | 10. Dezember 2020 | 120.000   | -               | 0,5 %       | 1,0 %           | [ 14 ] |
| 1       | 8   | 11. Dezember 2020 | 50.000    | -               | 0,5 %       | 1,1 %           | [ 14 ] |
| 2       | 9   | 4. Februar 2021   | 200.000   | -               | -           | 1,2 %           | [ 17 ] |
| 2       | 10  | 11. Februar 2021  |           |                 |             |                 |        |
| 2       | 11  | 18. Februar 2021  | 140.000   | 80.000          | 1 %         | 2 %             | [ 18 ] |
| 2       | 12  | 25. Februar 2021  | 260.000   | -               | -           | 1,4 %           | [ 19 ] |
| 2       | 13  | 4. März 2021      |           |                 |             |                 |        |
| 2       | 14  | 11. März 2021     |           |                 |             |                 |        |
| 2       | 15  | 18. März 2021     |           |                 |             |                 |        |
| 2       | 16  | 25. März 2021     |           |                 |             |                 |        |